# Snooker-Saison 1995/96
In der Snooker-Saison 1995/1996 wurden 24 Snooker-Profiturniere ausgetragen.
Die Saison begann im August 1995 mit der Red and White Challenge, einem einmalig ausgetragenen Turnier in Pakistan. Nach Abstechern nach Australien und Schottland folgten weitere Turniere in Asien. Das Dubai Classic war nach Thailand umgezogen, sodass es nun zwei Weltranglistenturniere in Bangkok gab. Mit den neu eingeführten German Open versuchte man, außerhalb der britischen Inseln auch ein zweites europäisches Ranglistenturnier zu etablieren.
Somit gab es nun zehn Turniere für die Berechnung der Snookerweltrangliste, die im sechsten Jahr in Folge von Stephen Hendry angeführt wurde. Zum fünften Mal in Folge und zum sechsten Mal insgesamt gewann der Schotte auch den Weltmeistertitel, der im WM-Finale am 5. Mai 1996 vergeben wurde. Der Saisonabschluss erfolgte traditionell im Juni 1996 mit dem Pontins Professional. Neben Hendry, der 5 der 16 Titel der Saison gewann, war John Higgins der erfolgreichste Spieler der Saison mit zwei Titeln und weiteren vier Finalteilnahmen. Dadurch konnte er erstmals auf Platz 2 der Weltrangliste vorstoßen.

## Saisonergebnisse
Die folgende Tabelle zeigt die Saisonergebnisse.
| Datum                              | Turnier                        | Austragungsort | Art                   | Sieger            | Finalgegner       | Ergebnis  |
| 1995                               | Top Rank Classic               | Thailand       | Einladungsturnier     | Stephen Hendry    | unbekannt         | unbekannt |
| August 1995                        | Red and White Challenge        | Islamabad      | Einladungsturnier     | Nigel Bond        | John Parrott      | 8:6       |
| 17. bis 19. September 1995         | Australian Open Championship   | Melbourne      | Non-Ranking-Turnier   | Anthony Hamilton  | Chris Small       | 9:7       |
| 19. bis 24. September 1995         | Scottish Masters               | Motherwell     | Einladungsturnier     | Stephen Hendry    | Peter Ebdon       | 9:5       |
| 30. September bis 7. Oktober 1995  | Thailand Classic               | Bangkok        | Weltranglistenturnier | John Parrott      | Nigel Bond        | 9:6       |
| 6. bis 14. Oktober 1995            | Benson and Hedges Championship | Edinburgh      | Non-Ranking-Turnier   | Matthew Stevens   | Paul McPhillips   | 9:3       |
| 16. bis 29. Oktober 1995           | Grand Prix                     | Bournemouth    | Weltranglistenturnier | Stephen Hendry    | John Higgins      | 9:5       |
| 30. Oktober bis 5. November 1995   | Malta Grand Prix               | Marsaskala     | Einladungsturnier     | Peter Ebdon       | John Higgins      | 7:4       |
| November 1995                      | Merseyside Professional        | Liverpool      | Non-Ranking-Turnier   | Rod Lawler        | Dean Reynolds     | 5:4       |
| 17. November bis 3. Dezember 1995  | UK Championship                | Preston        | Weltranglistenturnier | Stephen Hendry    | Peter Ebdon       | 10:3      |
| 3. bis 10. Dezember 1995           | German Open                    | Frankfurt      | Weltranglistenturnier | John Higgins      | Ken Doherty       | 9:3       |
| 28. Dezember 1995 bis 12. Mai 1996 | European League                | vers.          | Einladungsturnier     | Ken Doherty       | Steve Davis       | 10:5      |
| 3. bis 7. Januar 1996              | Charity Challenge              | Birmingham     | Einladungsturnier     | Ronnie O’Sullivan | John Higgins      | 9:6       |
| 27. Januar bis 3. Februar 1996     | Welsh Open                     | Newport        | Weltranglistenturnier | Mark Williams     | John Parrott      | 9:3       |
| Februar 1996                       | Guangzhou Masters              | Guangzhou      | Einladungsturnier     | Tony Drago        | Steve Davis       | 6:2       |
| 4. Februar bis 11. Februar 1996    | Masters                        | London         | Einladungsturnier     | Stephen Hendry    | Ronnie O’Sullivan | 10:5      |
| 17. bis 24. Februar 1996           | International Open             | Swindon        | Weltranglistenturnier | John Higgins      | Rod Lawler        | 9:3       |
| 25. Februar bis 3. März 1996       | European Open                  | Valletta       | Weltranglistenturnier | John Parrott      | Peter Ebdon       | 9:7       |
| 11. bis 17. März 1996              | Thailand Open                  | Bangkok        | Weltranglistenturnier | Alan McManus      | Ken Doherty       | 9:8       |
| 26. bis 31. März 1996              | Irish Masters                  | Dublin         | Einladungsturnier     | Darren Morgan     | Steve Davis       | 9:8       |
| 1. bis 8. April 1996               | British Open                   | Plymouth       | Weltranglistenturnier | Nigel Bond        | John Higgins      | 9:8       |
| 20. April bis 6. Mai 1996          | Snookerweltmeisterschaft       | Sheffield      | Weltranglistenturnier | Stephen Hendry    | Peter Ebdon       | 18:12     |
| 15. bis 19. Mai 1996               | Malta Masters                  | Marsaskala     | Einladungsturnier     | Mark Davis        | John Read         | 6:3       |
| Juni 1996                          | Pontins Professional           | Prestatyn      | Non-Ranking-Turnier   | Ken Doherty       | Nigel Bond        | 9:7       |

## Weltrangliste
Die Snookerweltrangliste wird nur nach jeder vollen Saison aktualisiert und berücksichtigt die Leistung der vergangenen zwei Saisons. Die folgende Tabelle zeigt die 32 besten Spieler der Weltrangliste der Saison 1995/96; beruht also auf den Ergebnissen der Saisons 93/94 und 94/95. In den Klammern wird jeweils die Vorjahresplatzierung angegeben.
| Platz 1 – 8 | Platz 1 – 8           | Platz 9 – 16 | Platz 9 – 16         | Platz 17 – 24 | Platz 17 – 24       | Platz 25 – 32 | Platz 25 – 32         |
| ----------- | --------------------- | ------------ | -------------------- | ------------- | ------------------- | ------------- | --------------------- |
| 1           | Stephen Hendry (1)    | 9            | Ken Doherty (7)      | 17            | Andy Hicks (33)     | 25            | Willie Thorne (15)    |
| 2           | Steve Davis (2)       | 10           | Peter Ebdon (10)     | 18            | Dene O’Kane (20)    | 26            | Steve James (17)      |
| 3           | Ronnie O’Sullivan (9) | 11           | John Higgins (51)    | 19            | Joe Swail (12)      | 27            | Brian Morgan (30)     |
| 4           | John Parrott (5)      | 12           | Nigel Bond (11)      | 20            | Alain Robidoux (32) | 28            | Neal Foulds (25)      |
| 5           | James Wattana (3)     | 13           | Dave Harold (19)     | 21            | Mick Price (27)     | 29            | Jason Ferguson (28)   |
| 6           | Alan McManus (6)      | 14           | Tony Drago (16)      | 22            | Martin Clark (18)   | 30            | Dean Reynolds (29)    |
| 7           | Jimmy White (4)       | 15           | Terry Griffiths (14) | 23            | Gary Wilkinson (22) | 31            | Anthony Hamilton (35) |
| 8           | Darren Morgan (8)     | 16           | David Roe (13)       | 24            | Tony Knowles (21)   | 32            | Dennis Taylor (24)    |